# Melodia (álbum)
Melodia é o quarto álbum de estúdio da banda australiana de rock alternativo/Garage Rock The Vines. O álbum foi produzido por Rob Schnapfe e posteriormente lançado pela Ivy League Records na Austrália em 12 de julho de 2008, e por meio da varejista Insound, nos Estados Unidos em 22 de julho de 2008. O álbum alcançou a posição # 12 no Australian ARIA Charts.

## Ficha Técnica
Lançado em: Austrália:12 de julho de 2008[1]
Reino Unido: 14 de julho, 2008 HMV [2]
Nova Zelândia: 15 jul 2008
Estados Unidos: 22 de julho de 2008 Insound[3]
Reino Unido: 6 de outubro de 2008
Gravado: Sunset Sound Hollywood, CA & Sound Kingsize Los Angeles, CA, entre Novembro de 2007 - março de 2008
Gênero: Rock alternativo
Rock de garagem
Post-grunge
Neo-psicodelia
Comprimento: 32:42
Etiqueta: Ivy League
Produtor: Rob Schnapf

## Antecedentes
Gravação do álbum foi concluída durante a semana de 10/3 de março de 2008, com o lançamento ocorra em julho de 2008. Originalmente pensado para ser chamado Braindead, o título do álbum foi confirmado através de seu MySpace website em 22 de maio de 2008 a Melodia e uma lista de faixas oficial também foi anunciado. A banda demoed 25 canções, das quais apenas 14 fizeram o corte final. Este é o primeiro álbum The Vines para a gravadora Ivy League Records, após a separação com a EMI e Capitol Records em 2007. A banda começou a gravar em Los Angeles em novembro de 2007 com o produtor Rob Schnapf, que também trabalhou em seus álbuns Highly Evolved e Winning Days. A canção "True as the night" é a sequela para a canção "Vision Valley", que apareceu no álbum de mesmo nome.
O primeiro single "Ele é um Rocker"foi lançado oficialmente em 2008 o MTV Awards na Austrália, em 26 de abril, com início airplay na rádio logo após. "Ele é um Rocker"foi lançado através do iTunes em 03 de junho, com duas faixas bônus. "Blue Jam" ser um início de versão rudimentar de "Jamola", com "Hey Now" é um álbum de música não-exclusivos.
Um número limitado de cópias assinadas do álbum foi disponibilizado para pré-encomenda on-line em 23 de junho na Austrália, enquanto Melodia foi vendida em CD exclusivamente nos Estados Unidos por Insound, a partir de 22 de julho.[3] através de encomendas online Insound recebeu uma MP3 grátis da canção "Make Believe".
Melodia teve seu lançamento no Reino Unido físico em 6 de outubro de 2008. O segundo single do álbum "Get Out".
"Get Out" é parte da trilha sonora tocada durante o Video Game Midnight Club: Los Angeles.
Em comparação com seus álbuns anteriores, que recebeu críticas mistas dos críticos, uma situação que se repetiu com todos os álbuns lançados desde Winning Days.

## Recepção
Resposta crítica inicial sobre Melodia foi, em média. No Metacritic, que atribui um normalizada classificação de 100 a partir de comentários críticos, o álbum tem recebido uma média de pontuação de 43, com base em 9 comentários.[5]

## Faixas
1."Get Out"  	        2:10
2"Manger"  	        2:02
3."A.S. III"  	        1:53
4."He's a Rocker"  	1:57
5."Orange Amber"  	2:01
6."Jamola"  	        0:59
7."True as the Night"  	6:07
8."Braindead"  	        2:26
9."Kara Jayne"  	2:07
10."MerryGoRound"  	2:12
11."Hey"  	        1:33
12."A Girl I Knew"  	2:19
13."Scream"             2:00
14."She is Gone"  	2:52

## B-Sides e Bonus Tracks
Blue Jam	1:05	He's a Rocker EP
Hey Now	        1:20	He's a Rocker EP
Make Believe	1:25	Insound Preorder / iTunes bonus track

## Posições
Australian ARIA Albums Chart:	12

## Pessoal
Craig Nicholls - vocal, guitarra, capa do álbum Love com Polícia
Ryan Griffiths - guitarra, backing vocals
Hamish Rosser - bateria, percussão
Brad Heald - baixo, backing vocals
Rob Schnapf - produção, mixagem, 12 cordas em "Laranja Âmbar" e violão em "AS III"
Doug Boehm - gravação, mixagem
Graham Hope - assistente de gravação
Dave Bowling - assistente de gravação
Jason Gossman - assistente de mistura
Clint Welander - assistente de mistura
John Oreshnick - afinação do tambor / tambor
Jason Borger - arranjo de cordas ("True as the night")
Daphne Chen - violino
Amy Wickman - violino
Stirling Trent - violino
Matt Fish - violoncelo
Love Police - encarte / arte